# Tanjung Solok
Tanjung Solok is een bestuurslaag in het regentschap Tanjung Jabung Timur van de provincie Jambi, Indonesië. Tanjung Solok telt 4431 inwoners (volkstelling 2010).